# إلغاء العبودية

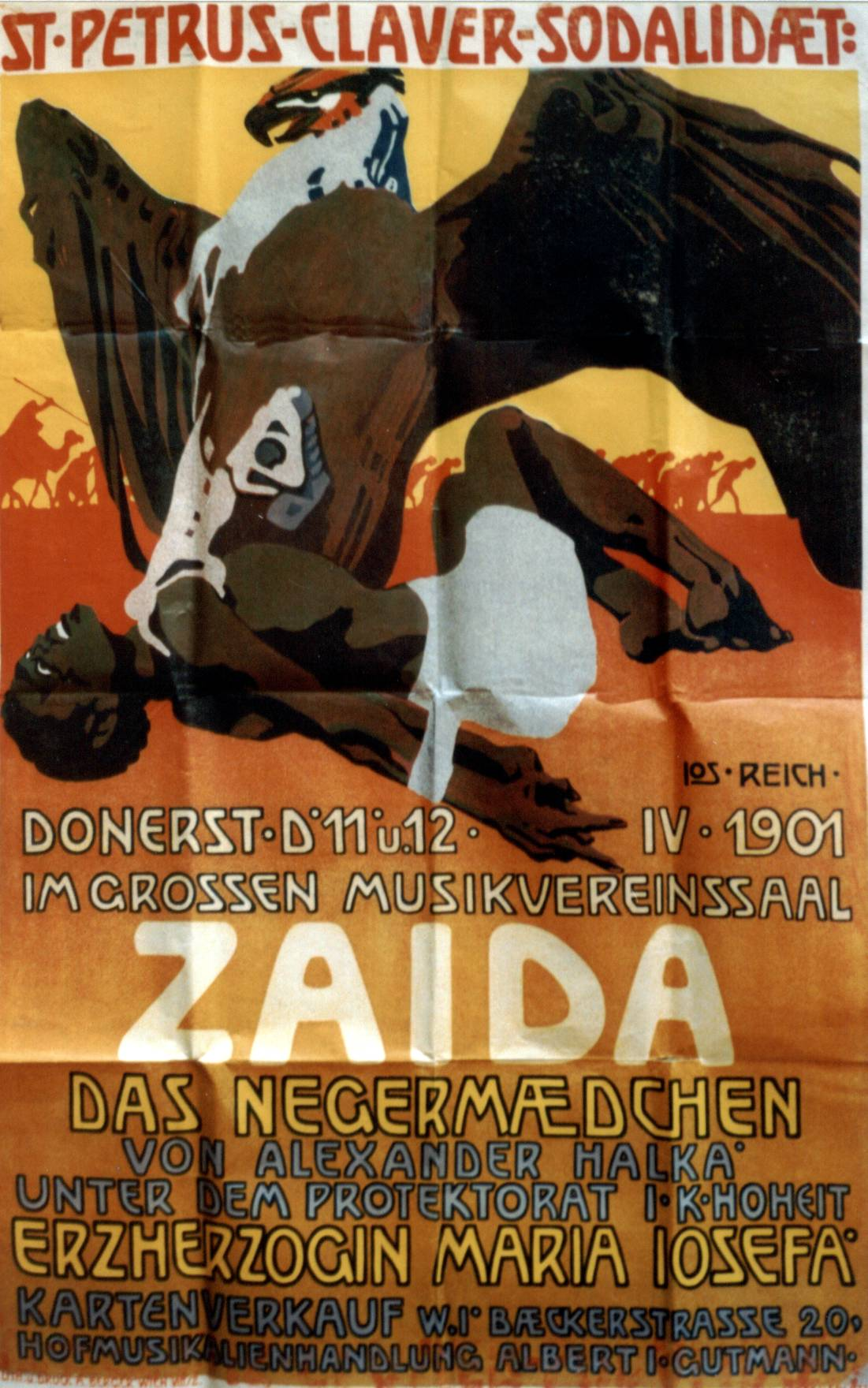
ملصق لمسرحية عن إلغاء العبودية "أفريقيا في القرن الـ 19.. أفريقيا في القرن الـ 20"

إلغاء العبودية (بالإنجليزية: Abolitionism)‏؛ هي حركة سياسية تسعى إلى إلغاء وإبطال العبودية وتجارة الرقيق في جميع أنحاء العالم. يُمكن استخدام هذا المصطلح رسميًا وبشكل غير رسمي. وقد كانت تونس الأولى والسباقة إلى إلغاء العبودية والرق في عهد أحمد باي ليشهد لها العالم بهذه الخطوة الجبارة في سبيل بناء مجتمع حر .
في أوروبا الغربية والأمريكتين، كانت حركة التحرير من العبودية حركة تاريخية سعت إلى إنهاء تجارة الرقيق في المحيط الأطلسي وتحرير العبيد. كان الملك تشارلز الأول، المعروف عادة باسم الإمبراطور تشارلز الخامس، قد حذا حذو لويس العاشر ملك فرنسا، الذي كان قد ألغى العبودية في مملكة فرنسا في عام 1315. وأصدر قانونًا كان من شأنه إلغاء العبودية الاستعمارية في عام 1542، على الرغم من أن هذا لم يتم تمرير القانون في أكبر الدول الإستعمارية، ولم يتم تطبيقه نتيجة لذلك. في أواخر القرن السابع عشر، أدانت الكنيسة الرومانية الكاثوليكية رسميًا تجارة الرقيق استجابةً لنداء لورنسو دا سيلفا دي ميندوكا، كما أدانها بشدة البابا غريغوري السادس عشر في عام 1839. بدأت حركة التحرير من العبودية فقط في أواخر القرن الثامن عشر. ومع ذلك، ظهرت أولى بوادرها عندما بدأت جمعية الأصدقاء الدينية المسيحية في التشكيك في أخلاقية العبودية. كان جيمس أوجلثورب من أوائل الذين أوضحوا قضية التنوير ضد العبودية، وقام بحظرها في مقاطعة جورجيا لأسباب إنسانيَّة، ودافع عن الحظر في البرلمان، وشجع في نهاية المطاف أصدقائه جرانفيل شارب والمبشرة الأنجليكانية هانا مور على متابعة القضية بقوة. بعد وقت قصير من وفاته في عام 1785، توحد جرانفيل شارب وهانا مور مع الإنجيلي ويليام ويلبرفورسوآخرين في تشكيل جماعة كلافام الأنجليكانية التي عملت على التحرير من العبودية. وكانت جمعية الأصدقاء الدينية من أولى المؤسسات الدينية المناهضة للعبودية، كما لعب أيضًا جون ويسلي، مؤسس الميثودية، دورًا في بدء حركة التحرير من العبودية كحركة شعبية.
ساعدت قضية سومرست في عام 1772، حيث تم إطلاق سراح العبد الهارب بحكم أن العبودية غير موجودة بموجب القانون العام الإنجليزي، على إطلاق الحركة البريطانية لإلغاء العبودية. على الرغم من انتشار المشاعر المناهضة للعبودية في أواخر القرن الثامن عشر، إلا أن المستعمرات والدول الناشئة التي كانت تستخدم عمالة الرقيق استمرت في فعل ذلك: الأراضي الهولندية والفرنسية والبريطانية والإسبانية والبرتغالية في جزر الهند الغربية وأمريكا الجنوبية والولايات المتحدة الجنوبية. بعد قيام الثورة الأمريكية بتأسيس الولايات المتحدة، أصدرت الولايات الشمالية، ابتداءً من ولاية بنسلفانيا عام 1780، بإصدار تشريعات خلال العقدين المقبلين لإلغاء الرق، وأحيانًا عن طريق التحرر التدريجي. صدقت ولاية ماساتشوستس على الدستور الذي أعلن أن جميع الرجال متساوون؛ وأدت دعوى الحرية إلى تحدي العبودية على أساس هذا المبدأ وضعت حداً للرق في الولاية. ألغت ولاية فيرمونت، التي كانت موجودة كولاية غير معترف بها من عام 1777 إلى عام 1791، عبودية البالغين في عام 1777. وفي ولايات أخرى، مثل فرجينيا، فُسرت إعلانات الحقوق المماثلة من قبل المحاكم على أنها لا تنطبق على الأفارقة والأميركيين الأفارقة. خلال العقود التالية، نمت حركة إلغاء العقوبة في الولايات الشمالية، ونظم الكونغرس توسع العبودية في ولايات جديدة قبلت الاتحاد.
في عام 1787، تم تشكيل جمعية لإلغاء تجارة الرقيق في لندن. ألغت فرنسا الثورية العبودية في جميع أنحاء إمبراطوريتها في عام 1794، على الرغم من أن نابليون قد استعادها عام 1802 كجزء من برنامج لضمان السيادة على مستعمراتها. أعلنت هايتي (ثم سانتو دومينغو) استقلالها رسمياً عن فرنسا في عام 1804 وأوقفت العبودية في أراضيها. ألغت جميع الولايات الشمالية في الولايات المتحدة العبودية بحلول عام 1804. وحظرت المملكة المتحدة (ثم بما في ذلك أيرلندا) والولايات المتحدة تجارة الرقيق الدولية في عام 1807، وبعد ذلك قادت بريطانيا جهودًا لمنع سفن الرقيق. ألغت بريطانيا العبودية في جميع أنحاء إمبراطوريتها بموجب قانون إلغاء العبودية لعام 1833 (مع استثناء ملحوظ في الهند)، وألغت المستعمرات الفرنسية العبودية في عام 1848 وألغت الولايات المتحدة العبودية في عام 1865 مع التعديل الثالث عشر للدستور الأمريكي.
وعلى عكس المجتمعات الغربية التي نشأت في معاركها ضد العبودية حركات مناهضة للعبودية التي غالبًا ما انبثقت أعدادها وحماسها من مجموعات كنسيّة مسيحية، لم تتطور مثل هذه المنظمات الشعبية في المجتمعات المسلمة. في السياسة الإسلامية، قبلت الدولة دون تردد تعاليم الإسلام وطبقتها كقانون. والإسلام، من خلال فرض عقوبات على العبودية، أعطى أيضا شرعية التجارة في العبيد.
في أوروبا الشرقية، نظمت مجموعات لإلغاء استعباد الغجر في والاشيا ومولدافيا، وتحرير الأقنان في روسيا. في أوائل القرن العشرين بعد الحرب العالمية الأولى تمَّ حظر العبودية تدريجياً في الأراضي الإسلاميَّة وذلك تحت وطأة الضغوط التي مارستها الدول الغربية مثل بريطانيا وفرنسا، ألغي الرق في الدولة العثمانية في عام 1924 عندما حلَّ الدستور التركي الجديد الحريم السلطاني وحرَّر آخر الجواري في الجمهورية حديثة النشوء، ألغيت العبوديَّة في إيران في عام 1929، وكانت المملكة العربية السعودية واليمن من أواخر الدول التي ألغت الرق عام 1962 وعمان عام 1970 تحت تأثير الضغوط البريطانيَّة، ومع ذلك فإنَّ أشكالاً متنوعة من العبوديَّة مازالت موجودة في بعض البلدان الإسلاميَّة في منطقة الساحل الإفريقي، وفي الأراضي التي تسيطر عليها المجموعات الإسلامية المُتشدِّدة مثل ليبيا.
أعلنت العبودية غير شرعية في عام 1948 بموجب الإعلان العالمي لحقوق الإنسان. كانت موريتانيا آخر بلد ألغى العبودية، بمرسوم رئاسي عام 1981. واليوم، يعتبر استرقاق الأطفال والكبار والعمل القسري غير قانوني في جميع البلدان تقريبًا، فضلاً عن كونه مخالفًا للقانون الدولي، لكن ارتفاع معدل الاتجار بالبشر من أجل العمل والعبودية الجنسية لا يزال يؤثر على عشرات الملايين من البالغين والأطفال.